# Algernon Percy, 4:e hertig av Northumberland
För andra personer med samma namn, se Algernon Percy.
Algernon Percy, 4:e hertig av Northumberland, född den 15 december 1792 i Coventry  död den  12 februari 1865, var son till generalen Hugh Percy, 2:e hertig av Northumberland och hans maka Frances Julia Burrell. Han var yngre bror till Hugh Percy, 3:e hertig av Northumberland, vars titlar han ärvde.
Gift 1852 med lady Eleanor Grosvenor (1821-1911), dotter till Richard Grosvenor, 2:e markis av Westminster. Barnlös.
Han efterträddes som hertig av sin kusin, George Percy, 5:e hertig av Northumberland,  son till Algernon Percy, 1:e earl av Beverley.